# Halictus hermon
Halictus hermon är en biart som beskrevs av Ebmer 1975. Halictus hermon ingår i släktet bandbin, och familjen vägbin. Inga underarter finns listade i Catalogue of Life.